# Academy Stadium
Academy Stadium (Manchester City Academy Stadium) er et stadion i Manchester. Det er hjemmebane for det engelske kvindefodboldhold Manchester City W.F.C. og Manchester City F.C.s akademihold.